# 王艳玲

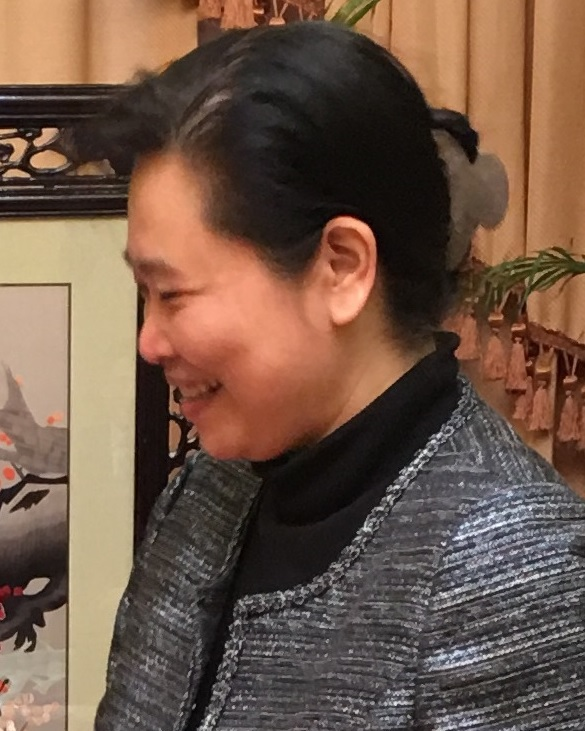
摄于2017年

王艳玲（1962年9月—），女，汉族，河南内黄人，中华人民共和国政治人物。理学博士，教授，博士生导师。中共第十九届中央候补委员。现任湖北省人大常委会党组书记、常务副主任。

## 生平
1982年7月加入中国共产党。1983年湖北医学院（湖北医科大学，后并入武汉大学）医学专业毕业。1983年8月参加工作。1990年取得河南农业大学动物生理生化专业硕士，1993年取得南京农业大学动物生理生化专业博士。1993年4月进入河南农业大学牧医工程学院任教，1996年12月任牧医工程学院副院长，1997年12月升任院长。2000年7月任郑州牧业工程高等专科学校校长，2003年10月任河南农业大学校长；2009年2月任中共濮阳市委副书记、市长；2011年5月任中共河南省委高校工委书记、省教育厅厅长。
2013年1月，当选河南省人民政府副省长。
2017年3月，任中共湖北省委常委。同年4月，兼任省委宣傳部部長。同年10月，中国共产党第十九次全国代表大会上当选中国共产党第十九届中央委员会候补委员。2020年7月，改任省委政法委书记。
2022年1月，当选为湖北省人大常委会副主任。同年6月，不再担任中共湖北省委常委。
2023年1月，任湖北省人大常委会党组书记、副主任，负责省人大日常工作。